# 纳瓦耶-昂戈斯
纳瓦耶-昂戈斯（法語：Navailles-Angos，法語發音：[navaj ɑ̃ɡɔs]）是法国大西洋比利牛斯省的一个市镇，属于波城区。该市镇于1845年由原市镇纳瓦耶（Navailles）和昂戈斯（Angos）合并而成。

## 地理
纳瓦耶-昂戈斯（43°24'51"N, 0°20'32"W）面积14.22 平方千米，位于法国新阿基坦大区大西洋比利牛斯省，该省份为法国东南部省份，涵盖了贝阿恩与北巴斯克，西临大西洋比斯開灣，北至朗德省，东北接热尔省，东临上比利牛斯省，南与西班牙接壤。
与纳瓦耶-昂戈斯接壤的市镇（或旧市镇、城区）包括：阿尔热洛斯、杜米、蒙塔尔东、圣阿尔穆、圣卡斯坦、索瓦尼翁、塞尔卡斯泰。
纳瓦耶-昂戈斯的时区为UTC+01:00、UTC+02:00（夏令时）。

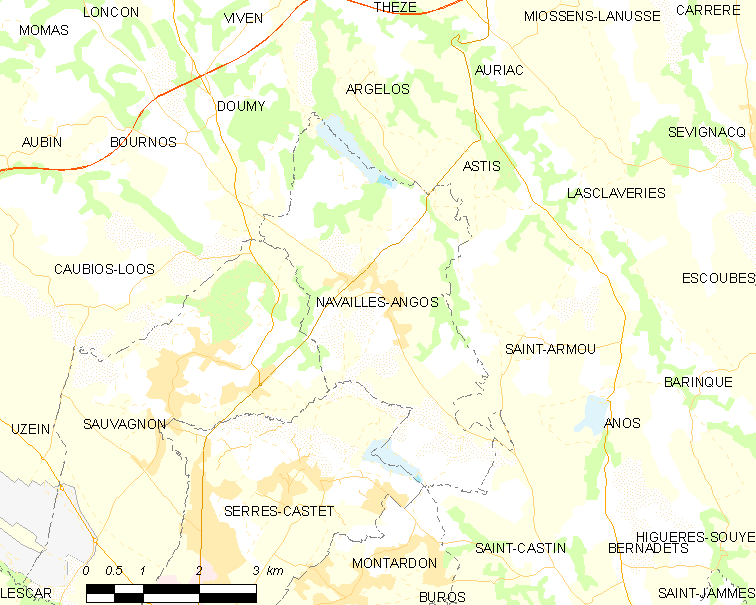
纳瓦耶-昂戈斯的OSM定位图

## 行政
纳瓦耶-昂戈斯的邮政编码为64450，INSEE市镇编码为64415。

## 政治
纳瓦耶-昂戈斯所属的省级选区为吕伊河土地和维克比伊山坡县。

## 人口

1962-2008年间纳瓦耶-昂戈斯人口变化图示

纳瓦耶-昂戈斯于2022年1月1日时的人口数量为1547人。